# مهرداد ایزدی

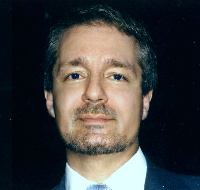
نگارهٔ مهرداد ایزدی، نویسنده و محقق - ۲۰۲۱

مهرداد ایزدی (زادهٔ ۱۹۶۳) نویسنده معاصر در زمینه‌های ملی و فرهنگی، خصوصاً در خصوص خاورمیانهٔ بزرگ و ایرانی هاست. او از پدری ایرانی و مادری بلژیکی متولد شد و زندگیش را در عراق، ایران، افغانستان و کره‌ٔجنویی گذراند زیرا والدینش دیپلمات بودند. او لیسانس خود را در تاریخ علوم سیاسی و جغرافیا از دانشگاه کانزاس گرفت. از دانشگاه سیراکیوز دو فوق لیسانس در کارتوگرافی از راه دور و روابط بین‌الملل گرفت. در ۱۹۹۲ پی اچ دی خود را از دانشکده زبانها و تمدنهای شرقی دانشگاه کلمبیا دریافت کرد. او به‌مدت ۶ سال در دانشکدهٔ «زبان‌ها و تمدن‌های خاور نزدیک» دانشگاه هاروارد و در فلوریدا تدریس کرد.
او کارتوگرافر نیز هست و آثار او در رسانه‌های بین‌المللی از جمله نشنال‌جئوگرافیک اکونومیست و ارتش آمریکا به کارگرفته شده‌اند.